# Dipartimento di Likouala
Il dipartimento di Likouala (in francese: département de la Likouala) è uno dei 10 dipartimenti della Repubblica del Congo. Situato nella parte settentrionale del paese, ha per capoluogo Impfondo.
Confina a nord con la Repubblica Centrafricana, a est con la Repubblica Democratica del Congo, a sud-ovest col dipartimento di Cuvette e ad ovest con quello di Sangha.

## Suddivisioni
Il dipartimento è suddiviso in 7 distretti:
- Impfondo
- Epéna
- Dongou
- Bétou
- Bouanéla
- Enyellé
- Liranga